# Forte Portzic
Il Forte Portzic fu uno dei forti a protezione della rada di Brest, una rada di mare davanti alla città di Brest.

## Storia

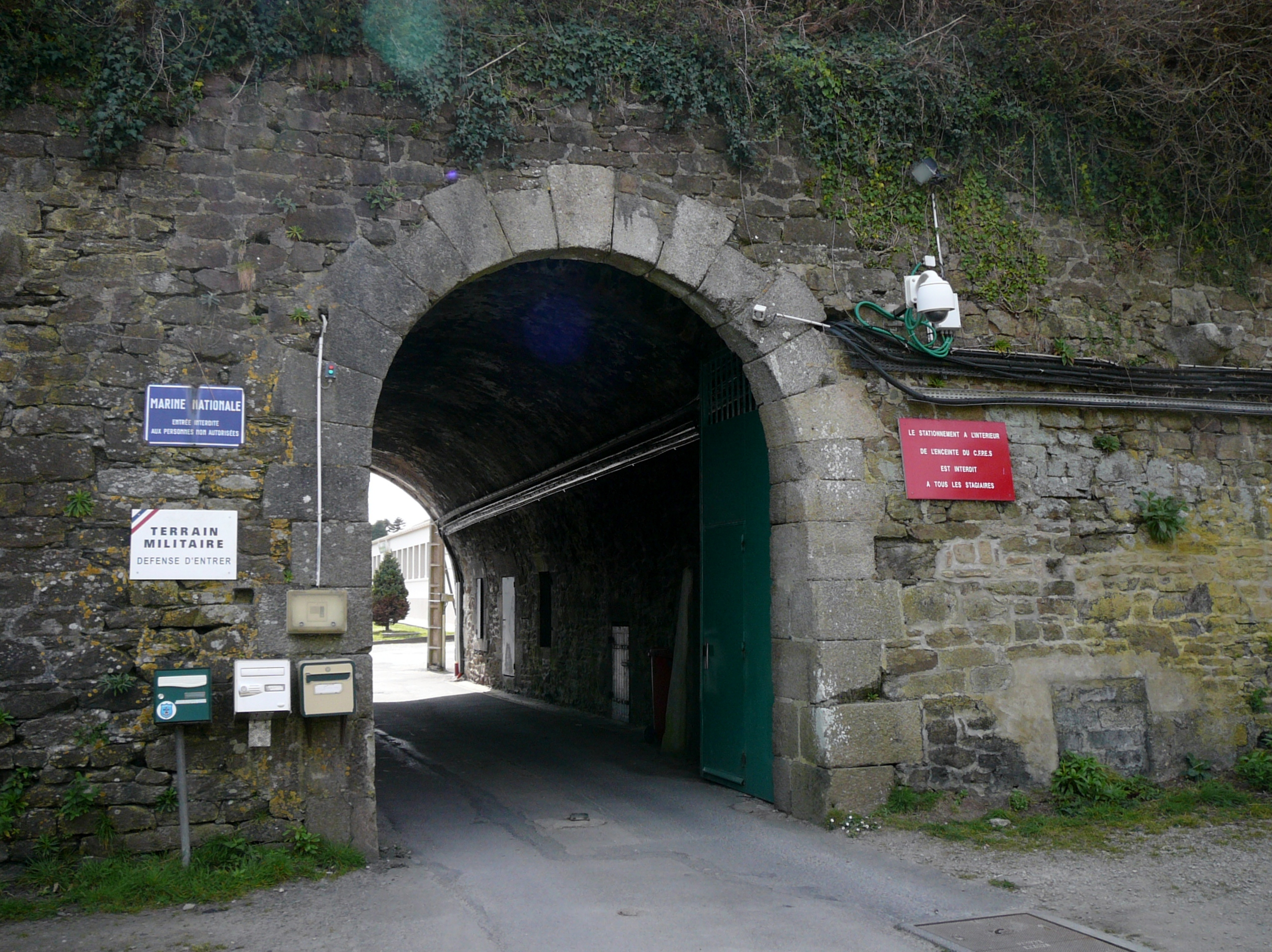
Ingresso attuale

Per rinforzare le difese della città la marina decise di costruire sul territorio di Saint-Pierre una nuova fortificazione, sempre sotto la volontà di Sébastien Le Prestre de Vauban e costruita tra il 1693 e il 1699. Il forte fu ingrandito e migliorato tra il 1826 e il 1827. Da questo forte una vigile sorveglianza permetteva la sorveglianza della rada e della goletta.
Questa batteria era, assieme alla batteria del ponte degli spagnoli, l'ultima difesa della rada prima dell'accesso al porto militare e alla città. Il forte poteva ospitare 600 uomini. Si poteva suddividere la struttura fortificata in Fort de Terre e Fort de Mer. Accanto al forte furono costruiti nel 1848 l'omonimo faro e nel 1987 un semaforo marittimo.
A est del faro di Portzic, si trova ancora un bunker che custodiva un faro elettrico di diametro di 90 cm, edificato tra il 1912 e il 1913. Sempre a est, sono state recentemente aggiunte alcune grandi cisterne. A nord invece si trovava la batteria esterna. Tutte le costruzioni della fortezza sono rimaste sotto l'autorità militare. Parte viene utilizzata dei vigili del fuoco per alcuni addestramenti.

## Armamento
- 8 cannoni 90 c
- 4 mortai da 30 cm Modello M-1883 T-93